# Преждевременная эякуляция
Преждевре́менная эякуля́ция — быстрое наступление эякуляции, пика полового возбуждения, преждевременный пик или ранняя эякуляция.

## Частота распространения состояния
Преждевременная эякуляция — это одна из наиболее распространённых форм сексуальной (половой) дисфункции, и, вероятно, случалась у каждого мужчины в какой-то момент его жизни. В США ею страдают 25%–40% мужчин. В 1950 году американский биолог Альфред Кинси показал, что большинство мужчин отмечали преждевременную эякуляцию, по крайней мере, один раз в их жизни.

## Типы расстройства эякуляции и клиническое проявление преждевременной эякуляции
Преждевременная эякуляция (сокращённо ПЭ), по Международной классификации болезней —10 имеет код F52.4. У мужчин, наряду с ПЭ, отмечают и другие расстройства эякуляции: задержку эякуляции, когда эякуляция наступает спустя долгое время, ретроградную эякуляцию, когда семя вытекает из предстательной железы в мочевой пузырь, а не из полового члена, подавленный оргазм у мужчин (оргазмическую дисфункцию). Ведущий признак преждевременного семяизвержения состоит в фактически неуправляемой эякуляции перед половым проникновением или вскоре после его начала, семяизвержение наступает ранее того, как индивид желает его, при наименьшей сексуальной стимуляции. Возможно, что это приводит обоих половых партнёров к неудовлетворённости половым актом и способно увеличить опасения, которые ещё больше усилят эту проблему.

## Уточнение пределов распространения явления
Мастерс и Джонсон считали, что мужчина страдает от преждевременной эякуляции, если у него более чем в 50 % половых сношений семяизвержение наступает ранее того, как его половой партнёр испытывает оргазм.
Другие исследователи по сексологии определили преждевременную эякуляцию как состояние, когда у мужчины семяизвержение наступает в течение двух минут после полового проникновения. В 1950 г. Альфред Кинси показал, что три четверти всех охваченных мужчин более чем в половине их половых сношений извергали семя в течение двух минут после полового проникновения. В другом исследовании Кинси сообщил, что для достижения семяизвержения после введения полового члена мужчины во влагалище чуть меньше, чем половине мужчин требуется пять или менее минут. Приблизительно пятая часть обследованных мужчин заявила, что их половое сношение длится 10 минут или дольше. Другим мужчинам требовалось более одного часа для достижения семяизвержения. Обследование канадских и американских врачей-сексологов показало, что среднее время нахождения введённого полового члена мужчины во влагалище составляло 7 минут, что 1–2 минуты для такого пребывания были слишком короткими, что среднее время нахождения введённого полового члена мужчины во влагалище от 3 до 7 минут было адекватным, а период от 7 до 13 минут был желанным, тогда как пребывание эрегированного полового члена мужчины во влагалище в течение 10–30 минут было слишком долгим. Обследования на основе самосообщений выявили, что до 75 % мужчин эякулируют в течение 10 минут после проникновения. В наши дни большинство лечащих врачей понимают под преждевременной эякуляцией состояние, при котором отсутствие управления семяизвержением влияет на сексуальное или эмоциональное благополучие одного или обоих партнёров.

## Внутривлагалищное латентное время эякуляции
В связи с существованием большой вариабельности в том, как быстро у мужчины наступает эякуляция и как долго оба партнёра хотят продолжения секса, исследователи количественно определяют понятие преждевременной эякуляции. Современные данные свидетельствуют о том, что в возрасте 18-30 лет среднее внутривлагалищное латентное время эякуляции (ВЛВЭ) равно 6,5 минутам.
Если при расстройстве определяют перцентиль ВЛВЭ величиной ниже 2,5, то о преждевременной эякуляции говорят при ВЛВЭ менее 1,5 минут. Тем не менее, широко признано, что мужчины с ВЛВЭ менее 1,5 минуты могли бы быть «счастливы» своими показателями, не говорить об отсутствии у них управления семяизвержением и, следовательно, не страдать от ПЭ. С другой стороны, мужчина при величине ВЛВЭ, равной 2 минутам, может воспринимать управление своим семяизвержением как плохое, быть расстроенным от своего состояния, иметь межличностные трудности и, следовательно, диагностироваться как ПЭ.

## Патологическая физиология преждевременной эякуляции
Как известно, физиологический процесс семяизвержения требует два последовательных действия: эмиссию и выброс семени. В эмиссионной фазе происходит накопление семенной жидкости из ампуллярного семявыносящего протока, семенных пузырьков и предстательной железы в заднем отделе мочеиспускательного канала. Во второй фазе выброса семени отмечается закрытие шейки мочевого пузыря, за тем следуют ритмические сжатия мочеиспускательного канала промежностной и луковично-губчатой мышцами таза. Симпатические моторные нейроны управляют эмиссионной фазой рефлекса семяизвержения, соматические и автономные моторные нейроны выполняют фазы выброса семени. Эти моторные нейроны расположены в тораколюмбальной и люмбосакральной частях спинного мозга, они активируются координированным способом, когда сигнал, достигший порога семяизвержения, поступил в центральную нервную систему. Идентифицировано несколько областей мозга, особенно парагигантоцеллюлярное ядро, которые вовлечены в управление семяизвержением.
Полагают, что нейромедиатор серотонин (5-гидрокситриптамин) играет центральную роль в регуляции семяизвержения. В нескольких исследованиях на животных показан его ингибирующий эффект на семяизвержение. Следовательно, это понимают как то, что низкий уровень серотонина в синаптическом пространстве в этих специфических областях мозга мог бы вызвать преждевременную эякуляцию. Эта гипотеза подтверждается доказанной результативностью селективных ингибиторов обратного захватывания серотонина (СИОЗС), которые повышают уровень серотонина при лечении ПЭ.

## Причины преждевременной эякуляции
- Короткая уздечка крайней плоти полового члена зачастую является причиной преждевременной эякуляции. Для решения этой проблемы проводят пластику уздечки крайней плоти, после этой безболезненной операции, уже через месяц мужчина возвращается к нормальной половой жизни и ускоренная эякуляция, как правило, больше не беспокоит.
- Воспаление предстательной железы[источник не указан 3611 дней].
- С приобретением полового опыта и взрослением мужчины приобретают способность задерживать наступление оргазма.[5]
- Возможно наступление преждевременной эякуляции с новым партнёром только в определённых сексуальных ситуациях или по прошествии продолжительного времени после предыдущего семяизвержения.[5]
- Преждевременную эякуляцию способны вызвать такие психологические факторы, как беспокойство, чувство вины или депрессии. В некоторых случаях возможно отнесение преждевременной эякуляции к основной медицинской причине, типа гормональной проблемы, травме или побочным эффектам определённых медикаментов.[5]
- Обычное явление, когда психологические факторы и факторы окружающей среды влияют на возникновение преждевременной эякуляции. Хотя иногда мужчины недооценивают взаимоотношение между показателями их половой активности и эмоциональным благополучием, преждевременная эякуляция может быть вызвана временной депрессией, стрессом, нереальными ожиданиями своей половой активности, историей полового подавления в детстве и общим недостатком уверенности.

Межличностная динамика вносит значительный вклад в половую функцию, поэтому преждевременная эякуляция может быть вызвана недостатком общения между партнёрами, затронутыми чувствами или неразрешёнными конфликтами, которые влияют на способность достичь эмоциональную близость. Неврологически обусловленная преждевременная эякуляция способна привести к другим формам половой дисфункции или усилить существующую проблему путём создания беспокойства о показателях своей половой активности.
В менее патологическом контексте преждевременная эякуляция может возникнуть также от крайнего полового возбуждения. Согласно теории, разработанной Вильгельмом Райхом, возможно, что преждевременная эякуляция — это следствие застоя половой энергии в тазовой мускулатуре, которая предотвращает распространение такой энергии к другим частям тела.
Одно исследование молодых супружеских пар (Tullberg, 1999) сообщило о том, что ВЛВЭ мужа, по-видимому, было подвержено фазам
менструального цикла жены, его ВЛВЭ укорачивалось во время фазы плодовитости. Другие исследования позволили предположить, что молодые мужчины с более старшими женщинами-партнерами достигали порога семяизвержения в среднем раньше, чем мужчины с партнёрами своего возраста или моложе.
Давно существует гипотеза о генетической причине определённых форм преждевременной эякуляции. В одном исследовании 91 % мужчин, страдавших от пожизненной преждевременной эякуляции, имели родственников первой линии с той же проблемой. Другие исследователи отметили, что мужчины, которые страдали от преждевременной эякуляции, обладали более быстрым неврологическим ответом в мышцах таза.
Недостаток магния в съедаемой пище, очень распространённый в странах Запада, особенно в США, также связан с преждевременным семяизвержением.

## Диагностика преждевременного семяизвержения, критерии диагноза
Врач обсуждает медицинскую и сексуальную историю с индивидом и проводит его тщательное физикальное исследование. Вероятно, врач также захочет переговорить с половым партнёром индивида. В связи с тем, что преждевременное семяизвержение может иметь много причин, вполне допустимо, что врач назначит индивиду лабораторные исследования для исключения любых других медицинских проблем. Критерии диагностики для преждевременной эякуляции согласно Справочнику по диагностике и статистике психических расстройств IV пересмотренное издание (Американская психиатрическая ассоциация)
- A. Упорное или повторное преждевременное семяизвержение при наименьшей половой стимуляции перед половым проникновением, во время него либо вскоре после него, и ранее того, как мужчина хочет этого. Клиницист принимает во внимание факторы, которые влияют на продолжительность фазы возбуждения, такие как возраст, новизну полового партнёра или ситуации, частоту недавней половой активности.
- B. Это расстройство вызывает выраженное страдание или межличностное затруднение.
- C. Преждевременное семяизвержение не обусловлено исключительно прямыми эффектами некоторого вещества (например, при синдроме лишения опиоидов).

Компания Пфайзер Инк. вместе с ведущими специалистами разработала средство (тест) для диагностики преждевременной эякуляции в помощь врачам и больным. Методологию и результаты несколько раз публиковали на медицинских конгрессах и в рецензируемых медицинских журналах. Выделили три различные категории больных: без ПЭ, с вероятной ПЭ и наличием ПЭ.

### Лидокаиновый тест
С целью определения показаний к операции используется лидокаин 10 % раствор. Лидокаин — это лекарственный препарат, использующийся для анестезии. Также для проведения теста можно использовать мазь «Эмла». Оба препарата можно приобрести в аптеке без рецепта. Существуют 2 теста — селективный и полный. Тестирование проводится в домашних условиях без участия врача.
- 1. Селективный «лидокаиновый тест». Перед интимными отношениями обрабатывается уздечка полового члена и нижняя поверхность головки до полной потери чувствительности. Далее проводится половой акт в презервативе или препарат смывается водой. Следует оценить продолжительность полового акта, качество эрекции и сохранность оргазма и эякуляции. Тест проводится несколько раз.

Если время полового акта увеличилось, а качество секса было хорошим, пациенту показана операция — обрезание крайней плоти с пластикой уздечки. В некоторых случаях обрезание крайней плоти может дополняться боковой денервацией головки полового члена (удаляются чувствительные нервы, идущие по боковым поверхностям полового члена к уздечке и нижней части головки), что позволяет добиться более выраженного результата.
- 2.Полный «лидокаиновый тест». Если при выполнении селективного теста время полового акта увеличилось ненамного, проводится следующий этап лидокаинового теста — обрабатывается полностью вся головка полового члена. Если тест положительный, пациенту показана микрохирургическая операция — селективная или тотальная денервация головки полового члена (с восстановлением нервных стволов).

Вариант операции обсуждается с лечащим врачом в зависимости от клинической картины заболевания и индивидуальных показателей теста. Сделать такую операцию можно под местной анестезией без необходимости госпитализации и полного клинического обследования. Хирургическое лечение является быстрым и надёжным способом лечения раннего семяизвержения у пациентов с повышенной поверхностной чувствительностью. Оно позволяет избежать применения препаратов из группы антидепрессантов, которые могут оказывать негативное влияние на либидо и эрекцию.

## Дифференциальный диагноз
Преждевременную эякуляцию отличают от эректильной дисфункции, связанной с развитием более общего медицинского состояния. Возможно, что некоторые индивиды, страдающие эректильной дисфункцией, отменяют свои обычные стратегии для задержки оргазма. Другие индивиды нуждаются в длительной стимуляции вне полового сношения для того, чтобы достичь степени эрекции, достаточной для введения полового члена мужчины. У подобного рода индивидов возможно такое высокое половое возбуждение, что семяизвержение происходит немедленно. Спорадическая проблема в виде преждевременного семяизвержения, которое не упорно и не регулярно или не сопровождается выраженным страданием или межличностными осложнениями, не подпадают под критерии постановки диагноза преждевременной эякуляции. Клиницист учитывает возраст индивида, общий половой опыт, недавнюю половую активность и новизну партнёра. Когда проблемы с преждевременной эякуляцией обусловлены исключительно применением химического вещества (например, синдром лишения опиоида), тогда диагностируют сексуальную дисфункцию, индуцированную этим веществом.

## Лечение
Во многих случаях преждевременное семяизвержение в течение некоторого времени разрешается само по себе и не требует медицинского лечения. Для некоторых мужчин прекращение или ограничение применения алкоголя, табака и наркотических веществ может улучшить их способность управлять семяизвержением. К числу других вариантов относят применение презерватива с целью уменьшения ощущений полового члена мужчины или использование другого положения (например, лёжа на спине) во время полового сношения.

### Психотерапия
Мужчины с данным расстройством часто сообщают об эмоциональных нарушениях и проблемах в отношениях, а некоторые избегают сексуальных отношений из-за смущения, связанного с преждевременной эякуляцией. Психотерапия и медицинский совет могут помочь в деле уменьшения беспокойства, относящегося к преждевременному семяизвержению. В обычных случаях ПЭ лечение фокусируется на постепенной тренировке, улучшении психологического отношения к половому сношению и к физическому развитию управления стимуляцией.

### Тренировка
Возможно, что врач даст рекомендацию мужчине и его партнёрше практиковать конкретные методики по задержке семяизвержения, например упражнения Кегеля. Эти методики могут включать улавливание ощущений, которые ведут к семяизвержению, и управлению ими с тем, чтобы дать знак о замедлении или прекращении половой стимуляции.
Практика методики расслабления и применение метода отвлечения способны помочь мужчине в задержании его эякуляции. Для увеличения времени до наступления эякуляции Мастерс и Джонсон рекомендовали методику «прекратить-и-продолжать». Это требует значительного сотрудничества половых партнёров, общения между ними и, возможно, будет для некоторых трудным.
Другой метод состоит в управлении временем наступления семяизвержения вместо его предупреждения. К выполняемым упражнениям относят, например, упражнения Кегеля, которые касаются достижения произвольного управления ЛК-мышцей (лонно-копчиковой мышцей, тем самым давая индивиду больше управления его семяизвержением. Если у мужчины происходит преждевременное извержение семени, то говорят, что управление этой мышцей потеряно, следовательно, обучение поддержанию управления ею, некоторым мужчинам может помочь.
Обычно назначаемые лечащим врачом простые упражнения способны значительно улучшить управление эякуляцией у мужчин, у которых преждевременное семяизвержение вызвано неврологическими факторами.
В книгах Мантека Чиа и других книгах о даосских сексуальных практиках описаны тренировки ЛК — мышцы (лонно-копчиковой мышцы).[значимость факта?]
Возможны тренировки по растягиванию мышц ног — упражнение «бабочка» — которое способствует расслаблению мышц ног, и нижней части спины, что несомненно даёт положительный эффект.

### Медикаментозные препараты
В случаях, требующих лечения, испытаны различные лекарственные препараты в помощь замедлению скорости наступления полового возбуждения. Некоторые мужчины предпочитают пользоваться анестетическими кремами, однако подобные кремы иногда могут подавить ощущения и у партнёрши, и как правило, не рекомендуются лечащими врачами.
Иногда для лечения преждевременной эякуляции применяют препараты-антидепрессанты, медикаменты против тревожного состояния, известные как селективные ингибиторы обратного захвата серотонина (СИОЗС). Среди них флуоксетин (прозак), пароксетин (паксил) и сертралин (золофт), депривокс, дапоксетин (примаксетин). Эти препараты применяют в связи с тем, что их побочное действие как раз и состоит в угнетении оргазма, что способствует задержке эякуляции, удлинению времени наступления семяизвержения. Применение СИОЗС для лечения преждевременного семяизвержения не имеет ничего общего с лечением депрессии
. Клинические испытания показали, что пароксетин давал наибольшее увеличение во влагалищном латентном времени эякуляции. Часто кломипрамин помогает в тяжёлых случаях, связанных с дисфункцией центральной нервной системой, в противоположность психологическим факторам. Дополнительным преимуществом этого препарата является его улучшение качества эрекции у некоторых больных.

### Хирургическое лечение преждевременной эякуляции
В настоящее время для лечения преждевременной эякуляции, связанной с повышенной поверхностной чувствительностью, разработана микрохрургическая операция — денервация головки полового члена или селективная пенильная нейротомия.
Для определения показаний к операции проводят «лидокаиновый тест» и биотезиометрию на частоте в 64 Гц. Показанием к селективной нейротомии является чувствительность полового члена к колебаниям при силе тока 7 милиАмпер (мА) и меньше. Если чувствительность полового члена неоднородна по окружности головки выполняют мозаичную селективную нейротомию, то есть пересекают нервы, иннервирующие участки с повышенной чувствительностью, и не трогают или лишь надсекают нервы идущие к участкам с нормальной чувствительностью головки.
Денервация головки полового члена с восстановлением нервных стволов.
Производится разрез кожи пениса чуть ниже венечной борозды как при обрезании крайней плоти. После этого кожа перемещается к основанию пениса и осуществляется доступ ко всем нервным стволам, идущим к головке полового члена. Далее нервы пересекают с последующим их сшиванием с помощью микрохирургической техники. Операцию целесообразно завершить обрезанием крайней плоти.
После операции в течение 2-3 месяцев наблюдается полная анестезия головки полового члена, длительность полового акта значительно увеличивается. Но через 3-4 месяца чувствительность частично восстанавливается. К этому времени у пациента, как правило, формируется более долгий эякуляторный рефлекс. Необходимым условием для этого является регулярная половая жизнь после операции, что не всегда выполнимо. Частота рецидивов при таком варианте операции достигает 30-50 %.
Селективная денервация.
Операция проводится так же, как в первом случае. Отличие состоит в том, что нервные стволы после пересечения не сшиваются. Пересекается приблизительно около 60 % нервных стволов. Чувствительность головки полового члена частично сохраняется за счёт оставшихся нервов. Данная методика является более надёжной и гарантирует стойкий результат при условии того, что операция была выполнена по медицинским показаниям (положительный «лидокаиновый» тест и подтверждённая биотезиометрией гиперчувствительность головки полового члена).
Необходимо отметить, что указанные нервы (дорсальные нервы полового члена) являются чувствительными. Они не относятся к эректогенным (кавернозным) нервам. Операция по денервации головки полового члена не имеет прямого органического влияния на эрекцию. Однако снижение чувствительности головки полового члена может опосредовано ухудшать эрекцию у пациентов с уже имеющимися психологическими или органическими причинами сексуальной дисфункции (депрессия, невроз, «синдром ожидания неудачи», атеросклероз, сахарный диабет, гипертоническая болезнь, снижение тестостерона и т. п.). В связи с этим проведение «лидокаинового теста» и биотезиометрии является ключевым моментом для выбора метода лечения, поскольку позволяет не только определить показания к операции, но и дать гарантию отсутствия негативного влияния операции на эректильную функцию.

## Примечание
1. ↑  Disease Ontology (англ.) — 2016.
2. ↑  Monarch Disease Ontology release 2018-06-29 — 2018-06-29 — 2018.
3. ↑  Мастерс У., Джонсон В., Колодни Р. Основы сексологии
4. ↑  «Premature ejaculation».
http://www.mayoclinic.com/health/premature-ejaculation/DS00578 Архивная копия от 14 августа 2019 на Wayback Machine. Retrieved on 2007-03-02.
5. 1 2 3 4 5 6 7 8  Masters & Johnson Human Sexual Response, Bantam, 1981 ISBN 978-0-553-20429-2; 1st ed. 1966
6. ↑  «Premature Ejaculation». Premature Ejaculation and Male Orgasmic Disorder. Armenian Medical Network. 2006.
http://www.health.am/sex/premature-ejaculation/ Архивная копия от 17 июля 2009 на Wayback Machine. Retrieved on 2007-09-19.
7. ↑  Sex therapists: Best sex is 7 to 13 min.
8. ↑  Sexy time
9. ↑  «Ejaculation delay: what’s normal? July 2005; 137-4». http://www.jr2.ox.ac.uk/bandolier/band137/b137-4.html.Retrieved Архивная копия от 6 марта 2016 на Wayback Machine on 2007-10-21.
10. ↑  Waldinger MD, Quinn P, Dilleen M, Mundayat R, Schweitzer DH, Boolell M (2005). «A multinational population survey of intravaginal ejaculation latency time». The journal of sexual medicine 2 (4): 492-7. doi:10.1111/j.1743-6109.2005.00070.x. PMID 16422843.
11. ↑  Waldinger MD, Zwinderman AH, Olivier B, Schweitzer DH (2005). «Proposal for a definition of lifelong premature ejaculation based on epidemiological stopwatch data». The journal of sexual medicine 2 (4): 498—507. doi:10.1111/j.1743-6109.2005.00069.x. PMID 16422844.
12. ↑  Böhlen D, Hugonnet CL, Mills RD, Weise ES, Schmid HP (2000). «Five meters of H(2)O: the pressure at the urinary bladder neck during human ejaculation». Prostate 44 (4): 339-41. doi:10.1002/1097-0045(20000901)44:4<339::AID-PROS12>3.0.CO;2-Z. PMID 10951500.
13. ↑  Master VA, Turek PJ (2001). «Ejaculatory physiology and dysfunction». Urol. Clin. North Am. 28 (2): 363-75, x. doi:10.1016/S0094-0143(05)70145-2. PMID 11402588.
14. ↑  Truitt WA, Coolen LM (2002). «Identification of a potential ejaculation generator in the spinal cord». Science 297 (5586): 1566-9. doi:10.1126/science.1073885. PMID 12202834.
15. ↑  Coolen LM, Olivier B, Peters HJ, Veening JG (1997). «Demonstration of ejaculation-induced neural activity in the male rat brain using 5-HT1A agonist 8-OH-DPAT». Physiol. Behav. 62 (4): 881-9 doi:10.1016/S0031-9384(97)00258-8. PMID 9284512.
16. ↑  deGroat WC, Booth AM (1980). «Physiology of male sexual function». Ann. Intern. Med. 92 (2 Pt 2): 329-31. PMID 7356224.
17. ↑  «Ejaculation delay: what’s normal? [July 2005; 137-4»]. Архивированная копия. Дата обращения: 21 октября 2007. Архивировано из оригинала 29 октября 2007 года.. Retrieved on 2007-10-21.
18. ↑  See: 1. Seminal plasma magnesium and premature ejaculation: a case-control study. Nikoobakht MR, Aloosh M, Hasani M. Urol J. 2005 Spring;2(2):102-5. PMID 17629880 [PubMed — in process], 2: Seminal plasma magnesium and premature ejaculation: a case-control study. Aloosh M, Hassani M, Nikoobakht M. BJU Int. 2006 Aug;98(2):402-4. PMID 16879686 [PubMed — indexed for MEDLINE], 3: Proposals or findings for a new approach about how to define and diagnose premature ejaculation. Wang W, Kumar P, Minhas S, Ralph D. Eur Urol. 2005 Sep;48(3):418-23. Review. PMID 15967566 [PubMed — indexed for MEDLINE], 4: Magnesium in human semen: possible role in premature ejaculation. Omu AE, Al-Bader AA, Dashti H, Oriowo MA. Arch Androl. 2001 Jan-Feb;46(1):59-66.
19. ↑  Symonds T, Perelman MA, Althof S, Giuliano F, Martin M, May K, Abraham L, Crossland A, Morris M (2007). «Development and validation of a premature ejaculation diagnostic tool». Eur Urol. 52: (2): 565-73. PMID 17275165.
20. ↑  Althof S, Rosen R, Symonds T, Mundayat R, May K, Abraham L (2006). «Development and validation of a new questionnaire to assess sexual satisfaction, control, and distress associated with premature ejaculation.». J Sex Med 3 (3): 465-75. PMID 16681472.
21. ↑  Premature Ejaculation Drug Promising. Дата обращения: 24 июля 2009. Архивировано 19 февраля 2007 года.
22. ↑  Tricia Barnes, Ian Eardley. Premature Ejaculation: The Scope of the Problem // Journal of Sex & Marital Therapy. — 2007-05-01. — Т. 33, вып. 2. — С. 151–170. — ISSN 0092-623X. — doi:10.1080/00926230601098472.
23. ↑  The many mysteries of the female orgasm — Health — Sexual health — Sexploration — msnbc.com. Дата обращения: 24 июля 2009. Архивировано 22 декабря 2011 года.
24. ↑  Safarinejad, M. R., & Hosseini, S. Y. (2006). Pharmacotherapy for premature ejaculation. Current Drug Therapy, 1, 37-46.
25. ↑  SadeghiNejad, H., & Watson, R. (2008). Premature ejaculation: Current medical treatment and new directions. Journal of Sexual Medicine, 5, 1037—1050.
26. ↑  Bandolier (2004). Premature ejaculation treatments reviewed. pp. 128-3. http://www.medicine.ox.ac.uk/bandolier/band128/b128-3.html Архивная копия от 30 марта 2012 на Wayback Machine.
27. 1 2  Clomipramine (Oral Route) — MayoClinic.com. Дата обращения: 24 июля 2009. Архивировано 29 июля 2009 года.
28. ↑  Knigavko Oleksandr. 10 YEARS USING MICROSURGICAL PENILE DENERVATION FOR TRETMENT SEVERE PREMATURE EJACULATION (англ.) // Andrology : Journal. — 2017. — 2 марта (№ volume 5). — С. 124. — ISSN 2047-2927. Архивировано 12 апреля 2020 года.